# 庭田重能
庭田 重能（にわた しげよし）は、江戸時代後期の公卿。権大納言・庭田重嗣の子。官位は従一位・任参議、大納言。

## 系譜
- 父：庭田重嗣
- 母：高倉永範の娘
- 正室：大炊御門家孝の娘
  - 養子：庭田重基 - 中山愛親の子
  - 次男：五辻高仲 - 五辻豊仲の養子
  - 女子：庭田嗣子 - 仁孝天皇典侍、後に大奥の上臈上座
- 生母不明の子女
  - 男子：孝基